# Oskar Kokoschka

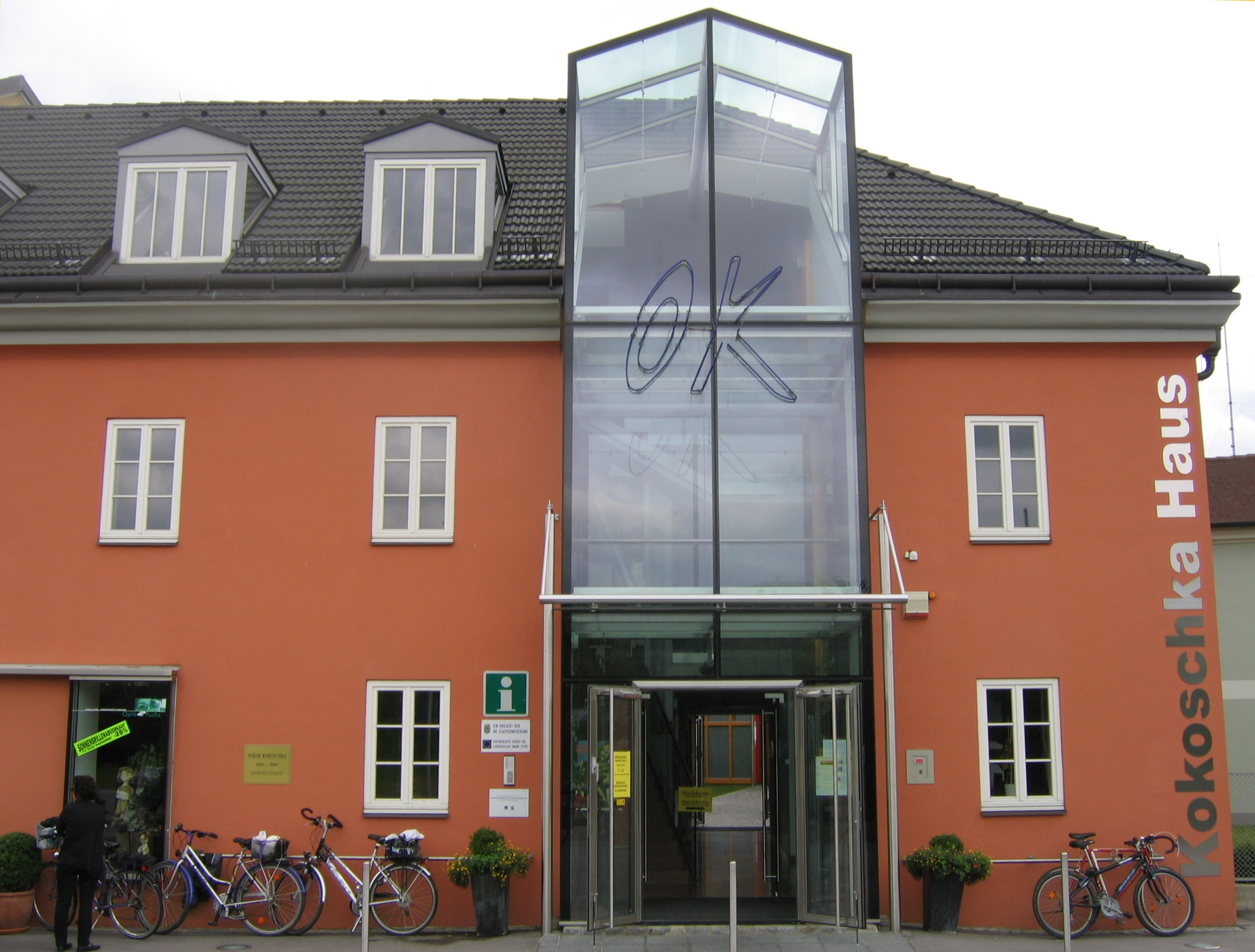
Kokoschkas födelsehus i Pöchlarn.

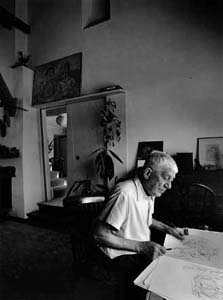
Oskar Kokoschka. Porträtt av Erling Mandelmann, 1963.

Oskar Kokoschka, född 1 mars 1886 i Pöchlarn, Niederösterreich, död 22 februari 1980 i Montreux, Schweiz, var en österrikisk expressionistisk målare, tecknare, grafiker och författare av framför allt teaterpjäser. Den första expressionistiska pjäsen anses vara hans Mörder, Hoffnung der Frauen ("Mördare, kvinnors hopp") skriven redan 1907 och uppsatt första gången 1909 i Wien.

## Liv
Oskar Kokoschka föddes som andra son till handelsresanden Gustav Josef Kokoschka (1840–1923) och dennes maka Maria Romana (född Loidl, 1861–1934). Fadern kom från en guldsmedssläkt i Prag. 1887 flyttade familjen till Wien; den äldste brodern Gustav dog samma år. Två år senare föddes Oskars syster Berta (1889–1960), och ytterligare tre år senare hans yngre bror Bohuslav (1892–1976).
1915 blev Kokoschka inkallad i första världskriget, men demobiliserades efter att ha blivit allvarligt skadad. År 1917 flyttade han till Dresden, och mellan 1919 och 1924 undervisade han vid konstakademien där. Han återvände därefter till Wien 1933. Från 1934 levde Kokoschka i exil i Prag, med anledning av nationalsocialismens frammarsch i såväl Tyskland som Österrike; han blev tjeckoslovakisk medborgare 1935. I maj 1938 flydde Kokoschka vidare till Storbritannien, där han upprättade kontakter med österrikiska motståndsgrupper i exil. År 1941 gifte han sig med Olda Palkovská i ett skyddsrum i London, och flyttade sedan till Polperro i Cornwall. År 1947 blev han brittisk medborgare; sitt österrikiska medborgarskap återfick han först 1975. Från 1953 till sin död var han permanent bosatt i Villeneuve vid Genèvesjön i Schweiz. 

## Verksamhet

### Bildkonst
Kokoschka studerade åren 1905–1909 för bland andra Gustav Klimt vid Kunstgewerbeschule Wien, Wiens konstfackskola, med inriktning på måleri. Han tog från början intryck av jugendstil, men övergav sedan denna inriktning under påverkan av arkitekten Adolf Loos. Kokoschka tog även djupa intryck av Vincent van Goghs verk. Hans tidiga expressiva porträttmålningar nådde en viss framgång, inte minst i Tyskland, där flera museer beslöt att förvärva hans verk, bland andra Museum Folkwang i Essen. Kokoschka blev i synnerhet känd för sina inträngande, djuppsykologiska porträtt, målade med kraftiga, temperamentsfulla penseldrag. Från 1912 hade han ett stormigt förhållande med Alma Mahler, en relation som kom att sätta avtryck på hans verk.  
Efter det nazistiska maktövertagandet i Tyskland 1933 togs alla verk av Oskar Kokoschka bort från offentliga museer. Sammanlagt 417 målningar konfiskerades. År 1937 visades några av dessa på den avsiktligt nedsättande utställningen Entartete Kunst i München. 
År 1976 förärades han det östtyska konstnärspriset Lovis Corinth-Preis, instiftat 1974 till minne av den tyske konstnären Lovis Corinth. Oskar Kokoschka överlät prissumman på motsvarande 70 000 kronor till Amnesty International.

#### Representerad
Oskar Kokoschka finns representerad vid bland annat Moderna museet, Ateneum, Göteborgs konstmuseum, Österreichische Galerie Belvedere, Leopold Museum,
Museum Ludwig Metropolitan Museum, Museum of Modern Art, British Museum, Victoria and Albert Museum, Statens Museum for Kunst, Museum Boijmans Van Beuningen, Auckland Art Gallery, Cleveland Museum of Art, Nelson-Atkins Museum of Art, National Gallery of Victoria, Art Institute of Chicago, Guggenheimmuseet, Philadelphia Museum of Art, San Francisco Museum of Modern Art, Minneapolis Institute of Art, Tate Modern, Hirshhorn Museum and Sculpture Garden, National Gallery of Art, Värmlands museum, Hallands konstmuseum, Saint Louis Art Museum, Israel Museum, Thyssen-Bornemisza National Museum, Estlands konstmuseum och National Gallery of Canada.

### Dramatik
Sedan 1907 skrev Oskar Kokoschka också. Ingenting av detta finns översatt till svenska. 
1907 skrev han sin "komedi för automater", Sphinx und Strohmann ("Sfinx och bulvan"), vilken hade urpremiär 29 mars 1909 på en kabaret i Wien. I sin genomgång av avantgardistiska teaterföreställningar vill Günter Berghaus annars betrakta Kokoschkas enaktare Mörder, Hoffnung der Frauen ("Mördare, kvinnors hopp"), också skriven 1907 och uppsatt första gången 4 juli 1909 i Wien, som det första expressionistiska verket för teater. Begreppet expressionism användes dock ännu inte. Det anses ha myntats av Kurt Hiller 1911.
Under första världskriget, den 3 juni 1917, hade för övrigt tre enaktare premiär samtidigt på Albert-Theater i Dresden och Kokoschka svarade för såväl regi som scenografi. Reinhardt-lärjungen Adolf E. Licho var teaterchef på Albert-Theater under krigsåren 1914–1918 och främjade medvetet nyskriven dramatik. Pjäserna var Der brennende Dornbusch (1911), Hiob (1917) och återigen Mörder, Hoffnung der Frauen. 
Paul Hindemith gjorde opera av Mörder, Hoffnung der Frauen 1919, som första delen i en triptyk av expressionistiska enaktare (1919–1922). Pjäsen medtogs 1997 i en antologi med ett representativt urval expressionistisk dramatik i engelsk översättning. På 1990-talet sattes Oskar Kokoschkas pjäser upp allt oftare på tyskspråkiga teatrar.

### Teaterpjäser
- Sphinx und Strohmann. Komödie für Automaten (1907). Urpremiär 29 mars 1909 på Cabaret Fledermaus, Wien
- Mörder, Hoffnung der Frauen (1907). Urpremiär 1909. 1919 tjänade den som libretto åt en opera. Musik: Paul Hindemith. Urpremiär 4 juni 1921, Landestheater, Stuttgart. Dirigent: Fritz Busch.
- Der brennende Dornbusch (1911)
- Sphinx und Strohmann, Ein Curiosum (1913) Urpremiär 14 april 1917 på Dada-Galerie i Zürich
- Hiob (1917) som en utvidgad version av Sphinx und Strohmann (1907)
- Orpheus und Eurydike (1919). 1923 blev den operalibretto. Musik: Ernst Krenek. Urpremiär 27 november 1926, Staatstheater Kassel
- Comenius (1936-38/1972)

### Övriga skrifter
Kokoschka författade essäer och dikter, utöver självbiografin Mein Leben (1971). Hans korrespondens började utges 1984.
- Schriften 1907–1955; minnen och berättelser, dikter, dramer, om konstnärer och konst (1956)
- Mein Leben (1971)
- Das schriftliche Werk (1973)

## Priser
- 1955: Orden "Pour le Mérite" för vetenskap och konst
- 1955: Österrikes stora statspris för konst
- 1960: Erasmuspriset (tillsammans med Marc Chagall)
- 1976: Lovis Corinth-Preis

### Fotnoter
1. ↑  Heter numera Universität für angewandte Kunst Wien (angewandt=tillämpad). Se här
2. ↑  Oskar Kokoschka (…). Ur: Arbeiter-Zeitung, 14 november 1976, s. 12, sp. 5 mitten
3. ↑  Moderna museet
4. ↑  Ateneum
5. ↑  Göteborgs konstmuseum
6. ↑  Österreichische Galerie Belvedere
7. ↑  Museum Ludwig
8. ↑  Metropolitan Museum
9. ↑  Museum of Modern Art
10. ↑  British Museum
11. ↑  Victoria and Albert Museum
12. ↑  Statens Museum for Kunst
13. ↑  Museum Boijmans Van Beuningen
14. ↑  Auckland Art Gallery Toi o Tāmaki
15. ↑  Cleveland Museum of Art
16. ↑  Nelson-Atkins Museum of Art
17. ↑  National Gallery of Victoria
18. ↑  Art Institute of Chicago
19. ↑  Guggenheimmuseet
20. ↑  Philadelphia Museum of Art
21. ↑  San Francisco Museum of Modern Art
22. ↑  Minneapolis Institute of Art
23. ↑  Tate Modern
24. ↑  Kokoschka&destination=/search/collection-images&searchResults=1&id=hmsg_66.2777 Hirshhorn Museum and Sculpture Garden
25. ↑  National Gallery of Art
26. ↑  Värmlands museum
27. ↑  Hallands konstmuseum
28. ↑  Saint Louis Art Museum
29. ↑  Israel Museum
30. ↑  Thyssen-Bornemisza National Museum
31. ↑  Estlands konstmuseum
32. ↑  Berghaus (2005)
33. ↑  Se den svenska artikeln om den litterära expressionismen.
34. ↑  De båda andra delarna i Hindemiths triptyk utgjordes av Franz Bleis Nusch-Nuschi och August Stramms Sankta Susanna.
35. ↑  Ernst Schürer: German Expressionist Plays (1997). Kokoschkas pjäs heter i översättning Murderer the Women's Hope.